# Grace Clawson
Grace Clawson (Londra, 15 novembre 1887 – St. Petersburg, 28 maggio 2002) è stata una supercentenaria britannica naturalizzata statunitense che detenne il titolo di decana dell'umanità dalla morte di Maude Farris-Luse, avvenuta il 18 marzo 2002, al suo stesso decesso, occorso 71 giorni dopo.

## Biografia
Grace nacque a Londra, in Inghilterra, ma la sua famiglia (composta da madre, padre e una sorella) si trasferì a Montréal, in Canada. I genitori di Grace divorziarono quando lei era un'adolescente, in seguito visse con una coppia di genitori adottivi fino a quando non sposò Ray Clawson, nel 1917. Grace ebbe due figlie, Viola e Gladys, e rimase vedova nel 1950. Prima di andare in pensione, lavorò come ricamatrice e impiegata.
All'età di 95 anni, nel 1982, la signora Clawson si trasferì in Florida presso la casa della sua secondogenita Gladys, dove visse per molti anni prima di trasferirsi in una casa di riposo. Fino agli ultimi giorni di vita Grace Clawson godette di un'ottima salute mentale, intrattenendosi in conversazioni con la famiglia e gli amici. Al momento della sua morte, avvenuta il 28 maggio 2002, aveva 114 anni e 194 giorni; le sopravvissero entrambe le figlie (Viola all'epoca aveva 83 anni e Gladys 79), 5 nipoti, 14 pronipoti e 11 trisnipoti.
Grace era convinta di essere nata nel 1889 e così rimase fino a quando la sua famiglia non rinvenne il suo certificato di nascita, redatto nel Regno Unito, che attestava la sua nascita nel 1887, cioè due anni prima di quanto si credesse.  Grace Clawson, intanto, aveva però festeggiato il suo supposto centesimo compleanno nel 1989, quando in realtà in quel giorno aveva compiuto 102 anni.

## Primati di longevità
Dopo la morte di Maude Farris-Luse, Grace Clawson non venne ufficialmente riconosciuta come la persona più anziana del mondo, in quanto secondo il Gerontology Research Group (GRG), la giapponese Kamato Hongo, la cui età presunta fu smentita dopo alcuni anni, era nata due mesi prima di Grace; Hongō morì dopo la Clawson, di conseguenza il primato di persona vivente più longeva al mondo nel periodo 18 marzo-28 maggio 2002 le fu ufficialmente conferito dal GRG solo postumamente, nel 2012.